# Maria Pau Corominas i Guerin
Maria Pau Corominas i Guerin (Barcelona, 2 de juny de 1952) és una nedadora catalana, que va destacar en proves de fons en estil lliure i esquena, una de les millors nedadores catalanes de la història i la primera a classificar-se per a una final olímpica, a Mèxic 1968.
Membre del Club Natació Sabadell, s'especialitzà en proves d'esquena i de fons estil lliure. Fou campiona d'Espanya amb 13 anys i finalista del campionat d'Europa als 14 i subcampionat del món júnior. Estudià a la Universitat d'Indiana, on coincidí amb Santiago Esteva. Defensà els colors del Club Natació Sabadell. Fou una de les millors nedadores catalanes de la història i la primera a classificar-se per a una final olímpica. Fou a l'edició de Ciutat de Mèxic de 1968 en la prova de 200 metres esquena, on fou setena. Al final de la seva carrera arribà a tenir tots els rècords d'Espanya en estil lliure (excepte el dels 100 metres). L'any 1970 participà en la seva darrera competició, el Campionat d'Europa celebrat a Barcelona. Es classificà per a la final de 800 metres. Acabada la competició, decidí abandonar la natació en actiu.
En motiu del 50è aniversari de la seva participació a la final dels Jocs Olímpics de Mèxic 1968, va travessar juntament amb el seu germà Joan, Quique Sentís i Pepe Raventós l'estret de Gibraltar en quatre hores i un minut. Aquesta acció s'emmarcà dins la campanya solidària "Dale vida al mar" que va recollir 7.000 € per a l'ONG Proactiva Open Arms. Entre d'altres distincions, fou escollida Millor esportista de l'any pel Mundo Deportivo en dues ocasions i va rebre la Medalla de l'Esport de l'Ajuntament de Sabadell.

## Resultats[10]
- 1966 Campionat d'Europa Júnior Plata (100 m esquena)
- 1966 Campionat d'Europa Júnior Bronze (200 m esquena)
- 1966 Campionat d'Europa d'Utrecht Vuitena (100 m esquena)
- 1966 Campionat d'Espanya Or (100 m esquena)
- 1967 Jocs del Mediterrani de Tunis Or (100 m esquena)
- 1968 Jocs Olímpics de Ciutat de Mèxic Setena (200 m esquena)
- 1970 Campionat d'Europa de Barcelona Setena (800 m lliures)